# Vilchesia valenciai
Vilchesia valenciai är en skalbaggsart som beskrevs av Cerda 1980. Vilchesia valenciai ingår i släktet Vilchesia och familjen långhorningar. Inga underarter finns listade i Catalogue of Life.